# Episodi di Instinct (seconda stagione)
La seconda e ultima stagione della serie televisiva Instinct, composta da 11 episodi, è andata in onda negli Stati Uniti d'America sul canale CBS dal 30 giugno al 25 agosto 2019.
In Italia la stagione è andata in onda su Rai 2 dal 23 novembre 2019 al 18 gennaio 2020.
| nº | Titolo originale | Titolo italiano        | Prima TV USA   | Prima TV Italia  |
| -- | ---------------- | ---------------------- | -------------- | ---------------- |
| 1  | Stay Gold        | Bella per sempre       | 30 giugno 2019 | 23 novembre 2019 |
| 2  | Broken Record    | Si vive solo una volta | 7 luglio 2019  | 23 novembre 2019 |
| 3  | Finders Keepers  | Un caso delicato       | 14 luglio 2019 | 30 novembre 2019 |
| 4  | Big Splash       | C’era una volta        | 21 luglio 2019 | 30 novembre 2019 |
| 5  | Ancient History  | Storia antica          | 28 luglio 2019 | 7 dicembre 2019  |
| 6  | One-of-a-Kind    | Pezzi unici            | 4 agosto 2019  | 14 dicembre 2019 |
| 7  | After Hours      | Eros e Thanatos        | 11 agosto 2019 | 21 dicembre 2019 |
| 8  | Go Figure        | Omicidio sul ghiaccio  | 11 agosto 2019 | 28 dicembre 2019 |
| 9  | Manhunt          | Caccia all'uomo        | 18 agosto 2019 | 4 gennaio 2020   |
| 10 | Trust Issues     | Questione di fiducia   | 18 agosto 2019 | 11 gennaio 2020  |
| 11 | Grey Matter      | Materia grigia         | 25 agosto 2019 | 18 gennaio 2020  |